# إلسي كلينك
إلسي كلينك (بالألمانية: Else Klink)‏ هي مصممة رقص ألمانية، ولدت في 23 أكتوبر 1907، وتوفيت في 18 أكتوبر 1994 في Köngen ‏ في ألمانيا.